# Ян Матос
Ян Матос (порт. Ian Matos, 24 квітня 1989 — 21 грудня 2021) — бразильський стрибун у воду.
Учасник Олімпійських Ігор 2016 року, де в синхронних стрибках з 3-метрового трампліна посів 8-ме (останнє) місце.